# Juan José de Sámano y Uribarri
Juan José Francisco de Sámano y Uribarri de Rebollar y Mazorra (Selaya, 1753 – Panama, luglio 1821) è stato un generale spagnolo e viceré della Nuova Granada dal 1818 al 1819, durante la guerra di indipendenza.

## Carriera militare
Sámano era membro di una famiglia con una lunga tradizione militare. Nel 1771 entrò nell'esercito come cadetto, e nel 1779 divenne tenente. Fu anche professore di matematica presso l'Accademia Militare di Barcellona, dove rimase per cinque anni.
Nel 1780 si trasferì nelle Indie, prima a Porto Rico, poi a Cuba ed infine a Cartagena de Indias (nell'attuale Colombia). Nel 1785 fece ritorno in Europa. Nel 1789 fu promosso capitano e combatté nella guerra contro la Francia rivoluzionaria, sotto alla guida del generale Ventura Caro. Durante una battaglia fu ferito ad entrambe le gambe.
Nel 1794 fu trasferito di nuovo in Nuova Granada, su sua richiesta. Divenne governatore di Riohacha nel 1806, dove respinse un attacco britannico. Da Riohacha andò a Bogotà, accompagnato da 30 cavalieri. Qui si arruolò come volontario tra gli uomini del viceré Antonio José Amar y Borbón per combattere gli insorti.
Come colonnello, Sámano comandò un battaglione ausiliario a Bogotá al tempo di Florero de Llorente il 20 luglio 1810. Il suo secondo in comando era José María Moledo che, assieme ad altri ufficiali, non solo simpatizzava per la rivoluzione, ma ne fu parte attiva. Quella notte Sámano rimase nei suoi quartieri, controllato da Moledo e Baraya, che si erano alleati alla giunta ribelle di Bogotá. La mattina presto del 21 luglio il colonnello Sámano giurò davanti al presidente della Junta, José Miguel Pey. Pey ordinò che venisse sollevato dal comando del battaglione ausiliario, rimpiazzato dal tenente colonnello Moledo.
A Sámano fu dato un passaporto per lasciare la Nuova Granada. Tornò in Spagna, dove fu incaricato di pacificare le regioni di Quito e Guayaquil. Da Quito diresse le operazioni militari contro i ribelli della Nuova Granada. Nel 1813 fu nominato dal governatore Toribio Montes per guidare una spedizione destinata a riconquistare la parte meridionale della Nuova Granada. Si spinse fino alla città di Popayán, che occupò il 1º luglio 1813. Qui proclamò l'autorità della Costituzione di Cadice. Fu promosso brigadiere.
Sámano fu sconfitto da Antonio Nariño nella battaglia dell'Alto Palacé il 30 dicembre 1814, ed ancora nella battaglia di Calibío il 15 gennaio 1814. Fuggì con pochi compagni a Pasto. Qui fu sostituito dal maresciallo di campo Melchor Aymerich perché, secondo il governatore Toribio Montes, nonostante Sámano fosse leale alla Corona ed avesse molta esperienza militare, erano necessarie tecniche più audaci per giungere alla vittoria.
Tornò a Quito, dove fu messo al comando di una nuova spedizione diretta in Nuova Granada. Il suo comando a Pasto fu ristabilito, ed il 29 giugno 1816 riportò una decisiva vittoria a Cuchilla del Tambo nei confronti del ribelle Liborio Mejía. Furono uccise 250 persone, e gli uomini del re presero 300 prigionieri oltre a tutte l'equipaggiamento e le armi dei ribelli.
Il 1º luglio 1816 gli uomini di Sámano rioccuparono Popayán. Tra i patrioti catturati ci fu José Hilario López, che stranamente sfuggì all'esecuzione ed in seguito divenne presidente della Nuova Granada (1849-53). Sámano ordinò l'esecuzione del capo ribelle, Carlos Montúfar.
Dopo averlo promosso maresciallo di campo, Morillo diede a Sámano il comando di Bogotá come comandante generale della Nuova Granada. Giunse a Bogotá il 23 ottobre 1816, dove iniziò un programma di repressione senza l'approvazione del viceré Francisco Montalvo y Ambulodi. Fondò tre tribunali: il Consiglio Permanente di Guerra, dedicato alle sentenza di morte contro i ribelli, il Consiglio di Purificazione, autorizzato a giudicare i ribelli che non meritavano la pena di morte, e la Junta di Confisca, che aveva il compito di prendere il controllo dei beni dei ribelli.
Tra i ribelli giustiziati ci furono Camilo Torres, Francisco José de Caldas, Joaquín Camacho, Frutos Joaquín Gutiérrez, Antonio Villavicencio, Antonio Baraya, Liborio Mejía, Jorge Tadeo Lozano, Policarpa Salavarrieta e Antonia Santos.

## Viceré
Nell'agosto del 1817 Sámano fu nominato viceré, governatore e capitano generale del ripristinato Vicereame della Nuova Granada, e presidente della Audiencia di Bogotá. Per decreto reale gli fu consegnata la Grande Croce dell'Ordine di San Hermenegildo, per i servizi resi alla Corona. Prese formale possesso dei nuovi incarichi il 9 marzo 1818. Fondò l'Accademia di Medicina a Bogotá. L'Audiencia si lamentò formalmente con l'amministrazione madrilena del suo operato.
Il 9 agosto 1819 giunsero nella capitale notizie della sconfitta subita dalle truppe di José Barreiro nella battaglia di Boyacá. Sámano fuggì subito a Cartagena de Indias, dove la sua autorità non fu riconosciuta. Qui era impopolare a causa della repressione che aveva attuato.
Salpò per la Giamaica, tornando ben presto a Panama. Rimase qui senza controllo amministrativo o militare fino alle dimissioni. Nell'agosto del 1819, vecchio e malato, si dimise da viceré. Rimase a Panama fino alla morte giunta nel luglio del 1821, in attesa del permesso per il ritorno in Spagna.